# Lamellaria koto
Lamellaria koto är en snäckart som beskrevs av Jeanne Sanderson Schwengel 1944. Lamellaria koto ingår i släktet Lamellaria och familjen Lamellariidae. Inga underarter finns listade i Catalogue of Life.